# Episodi di Beyblade X
Questa è la lista degli episodi di Beyblade X, serie anime realizzata dallo studio OLM e tratta dall'omonimo manga di Homura Kawamoto, Hikaru Muno e Posuka Demizu.

## Lista episodi

### Prima stagione
L'edizione italiana della prima stagione è stata trasmessa su Boing dal 26 agosto 2024 al 25 giugno 2025. Gli episodi 25 e 26 sono stati pubblicati in prima visione su Netflix e Disney+ (assieme ai precedenti episodi già trasmessi su Boing) il 1º maggio 2025, mentre dal 13 maggio dello stesso anno sono stati trasmessi ulteriori 9 episodi in prima visione su Cartoon Network. Dal 10 al 25 giugno 2025, giorno in cui la stagione si è conclusa, sono stati rilasciati giornalmente altri 16 episodi su Boing.
| Nº | Titolo italiano Giapponese 「Kanji」 - Rōmaji                                        | In onda           | In onda           |
| Nº | Titolo italiano Giapponese 「Kanji」 - Rōmaji                                        | Giapponese        | Italiano          |
| 1  | X 「エックス」 - Ekkusu                                                              | 6 ottobre 2023    | 26 agosto 2024    |
| 2  | Attacco arcobaleno 「七色の刺客」 - Nanairo no shikaku                               | 13 ottobre 2023   | 27 agosto 2024    |
| 3  | Team Persona 「チームペルソナ」 - Chīmu Perusona                                     | 20 ottobre 2023   | 28 agosto 2024    |
| 4  | Bey Sponsor 「ベイスポンサー」 - Bei suponsā                                         | 27 ottobre 2023   | 29 agosto 2024    |
| 5  | Direzione: X Tower 「いざXタワー」 - Iza X Tawā                                      | 3 novembre 2023   | 30 agosto 2024    |
| 6  | Benvenuti nella giungla 「ライオンズジャングル」 - Raionzu janguru                   | 10 novembre 2023  | 2 settembre 2024  |
| 7  | Team Zooganic 「チームズーガニック」 - Chīmu Zūganikku                               | 17 novembre 2023  | 3 settembre 2024  |
| 8  | Il ragazzo mascherato e il re della giungla 「仮面と獅子王」 - Kamen to shishiō      | 24 novembre 2023  | 4 settembre 2024  |
| 9  | Bey Machine 「ベイクラフター」 - Bei kurafutā                                        | 1º dicembre 2023  | 5 settembre 2024  |
| 10 | Il regno dei pro 「プロの世界」 - Puro no sekai                                      | 8 dicembre 2023   | 6 settembre 2024  |
| 11 | Il test di Warden 「カドバーの試験」 - Kadobā no shiken                              | 15 dicembre 2023  | 9 settembre 2024  |
| 12 | La battaglia finale 「最後の闘い」 - Saigo no tatakai                                | 22 dicembre 2023  | 10 settembre 2024 |
| 13 | La prima fan 「ファン第一号」 - Fan daiichigō                                        | 5 gennaio 2024    | 11 settembre 2024 |
| 14 | L'allenamento di Jaxon 「エクスエクササイズ」 - Ekusu ekusasaizu                     | 12 gennaio 2024   | 12 settembre 2024 |
| 15 | Bey e misteri 「ナゾアンドベイ」 - Nazo ando Bei                                     | 19 gennaio 2024   | 13 settembre 2024 |
| 16 | Noblesse oblige 「ノブレスオブリージュ」 - Noburesu oburīju                          | 26 gennaio 2024   | 16 settembre 2024 |
| 17 | Bey Timeshift 「ベイタイムシフト」 - Bei taimu shifuto                               | 2 febbraio 2024   | 4 novembre 2024   |
| 18 | Orgoglio 「プライド」 - Puraido                                                      | 9 febbraio 2024   | 5 novembre 2024   |
| 19 | Conigli in fuga 「ダット」 - Datto                                                   | 16 febbraio 2024  | 6 novembre 2024   |
| 20 | Il sushi dei ricordi 「寿司のメモリー」 - Sushi no memorī                            | 23 febbraio 2024  | 7 novembre 2024   |
| 21 | Missione popolarità 「モテプロデュース」 - Mote purodeyūsu                           | 1º marzo 2024     | 8 novembre 2024   |
| 22 | Bianco e nero 「Black & White」 - Black and White                                    | 8 marzo 2024      | 11 novembre 2024  |
| 23 | Cuore puro 「本当の心」 - Hontō no kokoro                                            | 15 marzo 2024     | 12 novembre 2024  |
| 24 | La velocità è tutto 「最速の降臨」 - Saisoku no kōrin                                | 22 marzo 2024     | 13 novembre 2024  |
| 25 | Il più veloce in assoluto 「最速の証明」 - Saisoku no shōmei                         | 29 marzo 2024     | 1º maggio 2025    |
| 26 | Un invito speciale 「インビテーション」 - Inbitēshon                                 | 5 aprile 2024     | 1º maggio 2025    |
| 27 | Fine della perseveranza 「不屈の最後」 - Fukutsu no saigo                            | 12 aprile 2024    | 13 maggio 2025    |
| 28 | Il leone e la fenice 「王とフェニックス」 - Ō to fenikkusu                           | 19 aprile 2024    | 14 maggio 2025    |
| 29 | Tra maschere e panini al vapore 「仮面と肉まん」 - Kamen to nikuman                  | 26 aprile 2024    | 15 maggio 2025    |
| 30 | Enigmi e popolarità 「ナゾとモテ」 - Nazo to mote                                    | 3 maggio 2024     | 16 maggio 2025    |
| 31 | Compagni di squadra 「ボクの仲間」 - Boku no nakama                                  | 10 maggio 2024    | 19 maggio 2025    |
| 32 | Un nuovo compagno 「新しい相棒」 - Atarashii aibou                                   | 1º maggio 2024    | 20 maggio 2025    |
| 33 | La nostra promessa 「人差し指の約束」 - Hitosashiyubi no yakusoku                    | 24 maggio 2024    | 21 maggio 2025    |
| 34 | Un ospite inaspettato 「七色の来客」 - Nanairo no raikyaku                           | 31 maggio 2024    | 22 maggio 2025    |
| 35 | Una battaglia da sogno 「夢の競演」 - Yume no kyōen                                  | 7 giugno 2024     | 23 maggio 2025    |
| 36 | Spirito da Blader 「ブレーダーシップ」 - Burēdāshippu                                | 14 giugno 2024    | 10 giugno 2025    |
| 37 | Imprevedibile 「予測不能」 - Yosoku Funō                                             | 21 giugno 2024    | 11 giugno 2025    |
| 38 | Il ritorno della regina 「女王の帰還」 - Joō no kikan                                | 28 giugno 2024    | 12 giugno 2025    |
| 39 | Il blader supremo 「最高のブレーダー」 - Saikō no Burēdā                             | 5 luglio 2024     | 13 giugno 2025    |
| 40 | L'altra maschera 「もうひとつの仮面」 - Mō hitotsu no kamen                          | 12 luglio 2024    | 14 giugno 2025    |
| 41 | Le tre maschere 「3つの仮面」 - Mittsu no kamen                                      | 19 luglio 2024    | 15 giugno 2025    |
| 42 | XYZ 「XYZ」 - XYZ                                                                    | 26 luglio 2024    | 16 giugno 2025    |
| 43 | Team Pendragon: un tuffo nel passato 「あの日のペンドラゴン」 - Ano hi no Pendoragon | 9 agosto 2024     | 17 giugno 2025    |
| 44 | Ritorno in famiglia 「あの日の家族」 - Ano hi no kazoku                              | 16 agosto 2024    | 18 giugno 2025    |
| 45 | Di nuovo, tu 「あの日のあなた」 - Ano hi no anata                                    | 23 agosto 2024    | 19 giugno 2025    |
| 46 | Tra riso e relax 「オフ」 - Ofu                                                      | 30 agosto 2024    | 20 giugno 2025    |
| 47 | La conquista dell'X-Tower 「頂上決戦」 - Chōjō Kessen                                | 6 settembre 2024  | 21 giugno 2025    |
| 48 | Le sorelle Nana-iro alla resa dei conti 「七色の決着」 - Nanairo no Ketchaku         | 13 settembre 2024 | 22 giugno 2025    |
| 49 | Qualcosa che non potrai vedere 「ミエナイモノ」 - Mienai Mono                        | 20 settembre 2024 | 23 giugno 2025    |
| 50 | Le due X 「ふたりのX」 - Futari no X                                                 | 27 settembre 2024 | 24 giugno 2025    |
| 51 | La miglior battaglia di sempre 「最高の遊び」 - Saikō no asobi                       | 4 ottobre 2024    | 25 giugno 2025    |

### Seconda stagione
Questa lista è suscettibile di variazioni e potrebbe essere incompleta o non aggiornata.

| Nº serie | Nº | Giapponese 「Kanji」 - Rōmaji                          | In onda          | In onda  |
| Nº serie | Nº | Giapponese 「Kanji」 - Rōmaji                          | Giapponese       | Italiano |
| 52       | 1  | 「リスタート」 - Risutāto                              | 18 ottobre 2024  | -        |
| 53       | 2  | 「新時代の予兆」 - Shin jidai no yochō                 | 25 ottobre 2024  | -        |
| 54       | 3  | 「決意の道」 - Ketsui no michi                         | 1º novembre 2024 | -        |
| 55       | 4  | 「更なるベイタイムシフト」 - Saranaru Bei Taimushifuto | 8 novembre 2024  | -        |
| 56       | 5  | 「白き陰謀」 - Shiroki Inbō                            | 15 novembre 2024 | -        |
| 57       | 6  | 「三つ巴の戦い」 - Mitsudomo e no tatakai              | 22 novembre 2024 | -        |
| 58       | 7  | 「トリプルバトル」 - Toripuru Batoru                   | 29 novembre 2024 | -        |
| 59       | 8  | 「仮面S」 - Kamen Esu                                  | 6 dicembre 2024  | -        |
| 60       | 9  | 「七色の試練」 - Nanairo no shiren                     | 13 dicembre 2024 | -        |
| 61       | 10 | 「必勝不敗」 - Hisshōfuhai                             | 20 dicembre 2024 | -        |
| 62       | 11 | 「私立ベイアカデミー」 - Shiritsu Bei Akademī          | 27 dicembre 2024 | -        |
| 63       | 12 | 「万獣家の一族」 - Manjūke no ichizoku                 | 10 gennaio 2025  | -        |
| 64       | 13 | 「形無き影」 - Katachi naki kage                       | 17 gennaio 2025  | -        |
| 65       | 14 | 「始まりの翼」 - Hajimari no tsubasa                   | 24 gennaio 2025  | -        |
| 66       | 15 | 「夢中になれるものを」 - Muchū ni nareru mono o        | 31 gennaio 2025  | -        |
| 67       | 16 | 「銀の狼」 - Gin no ōkami                              | 7 febbraio 2025  | -        |
| 68       | 17 | 「表と裏」 - Omote to ura                              | 14 febbraio 2025 | -        |
| 69       | 18 | 「裏の世界」 - Ura no sekai                            | 21 febbraio 2025 | -        |
| 70       | 19 | 「魔龍」 - Maryū                                       | 28 febbraio 2025 | -        |
| 71       | 20 | 「その場所へ」 - Sono basho e                          | 7 marzo 2025     | -        |
| 72       | 21 | 「恐怖の謎迷宮」 - Kyōfu no nazo meikyū                | 14 marzo 2025    | -        |
| 73       | 22 | 「白星決闘」 - Sutā Batoru                             | 21 marzo 2025    | -        |
| 74       | 23 | 「呪い」 - Noroi                                       | 28 marzo 2025    | -        |
| 75       | 24 | 「リターンオブナイト」 - Ritān obu Naito               | 4 aprile 2025    | -        |
| 76       | 25 | 「白き新星」 - Shiroki shinsei                         | 11 aprile 2025   | -        |
| 77       | 26 | 「青き龍と魔龍」 - Aoki ryū to maryū                   | 18 aprile 2025   | -        |
| 78       | 27 | 「カスタマイズ」 - Kasutamaizu                         | 25 aprile 2025   | -        |
| 79       | 28 | 「王と女王」 - Ō to joō                                | 2 maggio 2025    | -        |
| 80       | 29 | 「最遅の者」 - Saichi no mono                          | 9 maggio 2025    | -        |
| 81       | 30 | 「オールイン」 - Ōruin                                 | 16 maggio 2025   | -        |
| 82       | 31 | 「七色の決意」 - Nanairo no ketsui                     | 23 maggio 2025   | -        |
| 83       | 32 | 「相棒」 - Aibō                                        | 30 maggio 2025   | -        |
| 84       | 33 | 「代理戦争」 - Dairi Sensō                             | 6 giugno 2025    | -        |
| 85       | 34 | 「モテVS.呪い」 - Mote vs. Noroi                       | 13 giugno 2025   | -        |
| 86       | 35 | 「深紅の対決」 - Shinku no Taiketsu                    | 20 giugno 2025   | -        |
| 87       | 36 | 「魔龍の道」 - Maryū no Michi                          | 27 giugno 2025   | -        |
| 88       | 37 | 「ベイ魂」 - Bei Tamashī                               | 4 luglio 2025    | -        |